# Being with You
Being with You è un album del cantante statunitense Smokey Robinson, pubblicato dall'etichetta discografica Tamla-Motown il 17 febbraio 1981.
L'album è arrangiato da George Tobin, che è anche il produttore insieme a Mike Piccirillo. L'interprete è autore completo di 4 degli 8 brani.
Dal disco vengono tratti i singoli Being with You, You Are Forever e Who's Sad.

## Tracce

### Lato A
1. Being with You
2. Food for Thought
3. If You Wanna Make Love (Come 'Round Here)
4. Who's Sad

### Lato B
1. Can't Fight Love
2. You Are Forever
3. As You Do
4. I Hear the Children Singing